# مشية ممغنطة
المشية الممغنطة أو المشية المغناطيسية (بالإنجليزية: Magnetic gait)‏ هي شكل من أشكال تشوه المشية.

## الوصف
تبدو أقدام الشخص متصلة بالأرض كما لو كان بها مغناطيس. في المشية الممغنطة، تبدأ كل خطوة بحركة «انتزاع» تحمل القدمين للأمام وللأعلى، ويمكن تصورها كقوة سحب المغناطيس القوي للوحة فولاذية.

## الحالات المُصاحِبة
- استسقاء الرأس سوي الضغط[1]